# Estación Papudo
Papudo fue una estación del ferrocarril ubicada en la localidad de Papudo que se halla dentro de la comuna de homónima, en la región de Valparaíso de Chile. Fue parte de un ramal entre esta estación y la estación Quinquimo, siendo parte del trayecto costa del longitudinal norte.

## Historia
La estación de Papudo fue concebida en los planes de la construcción del ramal de Rayado a Papudo en 1904, y los trabajos comenzaron a realizarse en 1908. este ramal posteriormente se reutilizaría como el segmento de la sección costa del longitudinal Norte. El ramal hacia Papudo y su estación fueron inaugurados en 1910.
La estación al ser cabecera de línea tuvo una estación con todos los servicios necesarios para pasajeros y carga. Contó con un desvío con dirección al muelle de local, construido en 1906 y que fue destruido por un temporal en 1967. El muelle de Papudo contaba con un puente de doble vía, con un largo de 37,3 m.
Operó con normalidad hasta mediados de la década de 1960. El último viaje que realizó algún servicio de pasajeros fue realizado el día domingo 29 de marzo de 1964.
Actualmente solo quedan las losas y los andenes de la estación; la vía fue levantada para dar espacio a una carretera.